# Гаузнер, Григорий Осипович
Григорий Осипович Гаузнер (в документах — Гузнер, при рождении — Лейб Осипович (Герш-Лейб Иосифович) Гаузнер; 1 [14] ноября 1906, Кишинёв, Бессарабская губерния — 4 сентября 1934, Гагра, Абхазская АССР) — русский советский писатель

, поэт и театральный критик.

## Биография
Родился 1 (14) ноября 1906 года в Кишинёве, был старшим ребёнком в семье. Сын уполномоченного районных театральных касс Осипа Константиновича (Иосифа Вольфовича) Гузнера (1880—1938, расстрелян), уроженца Хотина Бессарабской губернии, который как агент-осведомитель контрразведывательного отдела ОГПУ участвовал в наблюдении за гражданами Японии, и Александры Григорьевны (Шифры Лейб-Гиршевны) Гузнер (в девичестве Болотной, 1885—?), родом из Чуровичей Новозыбковского уезда (выслана в Казахстан на 5 лет после расстрела мужа как член семьи изменника Родины). Родители заключили брак 26 февраля 1906 года в Кишинёве, там же родились его младшие братья:
- Вольф (Владимир Осипович Гузнер, 1910—1954) — помощник режиссёра на съёмках фильма «Умбар» (1937, сохранился не полностью), репрессирован (в 1938 году осуждён за шпионаж в пользу Японии на 10 лет исправительно-трудовых лагерей), реабилитирован посмертно в 1957 году[3].
- Константин Иосифович Гузнер (8 (21) ноября 1911[4]—1937, расстрелян 15 августа 1937 года)[5].

В 1910-е годы семья переехала в Москву, где проживала по адресу 2-я Мещанская улица, дом № 27.
С 1925 года входил в Литературный центр конструктивистов, был женат на писательнице Жанне Инбер (1912—1962), дочери журналиста Натана Осиповича Инбера (Нат Инбер) и также примыкавшей к конструктивистам Веры Инбер. Выпустил книги документально-лирической прозы «Невиданная Япония» (1929) и «9 лет в поисках необыкновенного» (1934); во второй из них советское литературоведение отмечало сочетание «лирической исповеди с очерковой точностью фактов», а также «отказ от надуманной интеллигентской романтики и открытие „необыкновенного“ в советских буднях». Гаузнеру принадлежат также стихотворения и статьи, в том числе немаловажный очерк «Портреты актёров нового театра» (1926, в соавторстве с Е. И. Габриловичем), анализирующий методику режиссёрской работы Всеволода Мейерхольда на примере игры Эраста Гарина в нашумевшей постановке пьесы Н. Р. Эрдмана «Мандат».
Н. А. Громова опубликовала некоторые фрагменты из дневника Гаузнера, хранившегося после его смерти у Корнелия Зелинского; Гаузнер, в частности, писал о себе:
Насколько мой путь труднее пути Бабеля. Он умнее меня: приходя к низшим, он остался собой самим. А я, как наивный дурак, из честности сам старался стать низшим. Я изо всех сил старался подавить в себе себя… Я тужился стать свиньёй. Как трудно мне теперь становиться на две ноги, попрыгавши на четвереньках…
В своих дневниках Гаузнер также писал, что хотел бы рассмотреть жизнь с разных её сторон, о чём свидетельствуют следующая запись: «Я хотел бы наблюдать вместе жизнь самых внешних и самых низших слоёв общества. Я хотел бы съездить корреспондентом в Америку и потом пройти пешком по России с рабочими».
Участник писательской поездки на Беломорстрой (1933), один из авторов книги «Беломорско-Балтийский канал имени Сталина» (1934).
Умер от менингита 4 сентября 1934 года.